# Fiat 600
O Fiat 600 (em italiano:  Seicento, pronúncia [ˌsɛiˈtʃɛnto]) é um carro urbano com motor traseiro e refrigerado a água produzido pela Fiat na Itália entre 1955 e 1969, oferecido em sedã fastback de duas portas e um monovolume 600 Multipla de quatro portas.
Com apenas 3.22 m (10 ft 7 in) de comprimento, foi o primeiro modelo da Fiat monobloco e com motor traseiro, com um preço equivalente a cerca de € 6.700 ou US$ 7.300 segundo a cotação atual (ou 590.000 liras). Sua produção total entre 1955 a 1969 na fábrica de Mirafiori, em Turim, foi de 2.695.197 unidades.
O Fiat 600 de 1955 serviu de base para a 2ª geração "Nuova" (Novo) 500, que foi lançada dois anos depois – que era ainda menor, com 2.97 m (9 ft 9 in) e, mesmo sendo mais redondo, copiou em grande parte o layout e a forma do modelo 600. Mais tarde, o 600 também serviu de plataforma para o sedã 850 maior, lançado em 1964, que coexistiu com o 600 na linha Fiat por cinco anos, até o fim da produção do 600.
Nos anos 50, 60, 70 e 80, foram produzidas muitas unidades em países como a Espanha (como o SEAT 600), onde se tornou o ícone do milagre espanhol e recebeu o apelido de Seiscientos; na Argentina, onde foi apelidado de Fitito (um diminutivo de FIAT) e na ex-Iugoslávia, onde foi apelidado de Fića ou Fićo (pronunciado [fee-cha] e [fee-cho], respectivamente). Grande parte da plataforma SEAT / Fiat 133 de 1974 foi aproveitada no Fiat 600.

## Desenvolvimento
Com o codinome Progetto 100 ("Projeto 100"), o Fiat 600 tem como referência o layout do Volkswagen Beetle e Renault 4CV de sua época. Criado para ser um veículo econômico, mas capaz, seus parâmetros de projeto estipulavam um peso em torno de 450 kg capaz de transportar 4 pessoas e bagagem com uma velocidade de cruzeiro a menos de 85 km/h. 5 protótipos foram construídos entre 1952 e 1954, com diferenças entre si. O chassi número 000001 com motor número 000002 é considerado o único sobrevivente, segundo um relatório recente divulgado pela divisão vintage "Ruoteclassiche", da Quattroruote. Possuía um inovador motor V2 de came único projetado para uma manutenção mais simples e sem pedal de embreagem. Durante seu lançamento oficial, em 1955, o engenheiro da FIAT, Dante Giacosa, demonstrou seu objetivo era criar algo novo, tanto no interesse do progresso quanto da simplificação. Porém, este protótipo não se tornou o projeto escolhido.

## Características
O carro tinha freios a tambor hidráulicos nas quatro rodas. A suspensão era uma única mola de lâmina dupla montada - semelhante a um estabilizador - entre as rodas dianteiras acopladas a amortecedores a gás e uma configuração independente de amortecedor de bobina sobre choque acoplado a braços semirreboques na parte traseira. Todos os modelos 600 possuíam um câmbio de 3 velocidades (sem sincronismo no 1º) ou de 4 velocidades. Ao contrário do Volkswagen Beetle ou Fiat 500, o Fiat 600 é refrigerado a água com um amplo aquecedor de cabine e, apesar de sua refrigeração ser geralmente adequada, para versões modificadas de alta potência deve-se ter um radiador ou radiador de óleo montado na frente como um complemento do radiador traseiro. Todos os modelos 600 tinham geradores com reguladores externos mecânicos.
A velocidade máxima pode ir de 95 km/h (59 mph) vazio com o 633 motor de quatro cilindros em linha cc a 110 km/h (68 mph) com o 767 versão cc. Neste carro,  havia bons sistemas de ventilação e descongelamento.

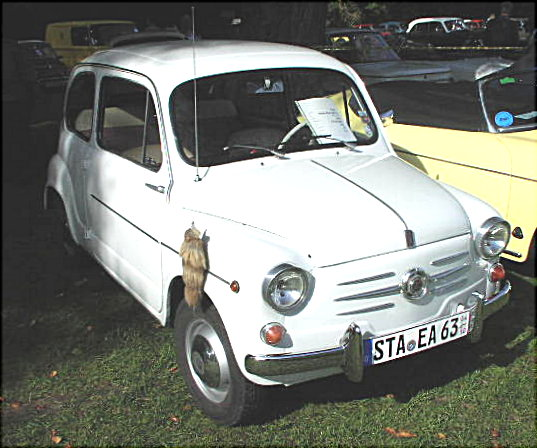
Steyr Fiat 600

Um ano após seu lançamento, em 1956, surgiu uma versão com capota de lona, bem como uma versão para seis lugares – o Fiat 600 Multipla. Foi um precursor dos atuais veículos multiuso.
O milionésimo 600 foi produzido em fevereiro de 1961, menos de seis anos após seu lançamento. Quando o carro número 1000 foi produzido, o fabricante informou que estava o produzindo a uma média de 1.000 unidades por dia. Em meados de 2017, havia 78 modelos registrados como tributados para uso rodoviário no Reino Unido e 44 registrados como SORN (Statutory Off Road Notification).

## Fiat 600 Multipla
O Fiat 600 Multipla era um MPV de quatro portas baseado no Fiat 600 e nas suspensões dianteiras do Fiat 1100, que transportava até seis passageiros em uma área de apenas 50 cm (19.7 in) mais longo que o Mini Cooper original e a mesma 2 m (78.7 in) distância entre eixos do sedã 600. Isso foi possível ao mover o compartimento do motorista para a frente sobre o eixo dianteiro, eliminando efetivamente o porta-malas, mas tornando sua frente plana muito parecida com uma minivan. O carro estreou no Salão Automóvel de Bruxelas em janeiro de 1956, e foi descontinuado na primavera de 1967, dando lugar ao Fiat 850 Familiare. O nome Multipla foi reintroduzido no final de 1998 para a minivan compacta Fiat Multipla.
O 600 Multipla possuía três configurações de interior:
- Versão 4/5 lugares. Duas filas de bancos: banco dianteiro fixo para condutor e passageiro, banco traseiro rebatível para dois ou três passageiros, espaço de carga entre os bancos traseiros e a parede corta-fogo. Os bancos traseiros rebatidos com o chão. Preço original no mercado italiano: 730.000 liras.
- Versão de 6 lugares.Três filas de bancos: banco dianteiro fixo para condutor e passageiro, mais quatro bancos traseiros simples em duas filas. Os bancos traseiros podiam ser rebatidos individualmente até o chão, permitindo uma área de carga reconfigurável com uma superfície de carga uniforme. Com todos os seis assentos levantados, o espaço de armazenamento foi reduzido para a prateleira traseira. Preço original no mercado italiano: 743.000 liras.[11]
- Versão táxi, apresentada no Salão do Automóvel de Turim de abril de 1956.[12] Ele apresentava um banco do motorista individual, banco do passageiro que podia ser rebatido tornando-se uma prateleira de bagagem, dois assentos rebatíveis no meio e um banco na parte traseira contra o firewall. Preço original no mercado italiano: 835.000 liras.[11] Até a década de 1970, o Multipla era muito usado como táxi em muitas partes da Itália.

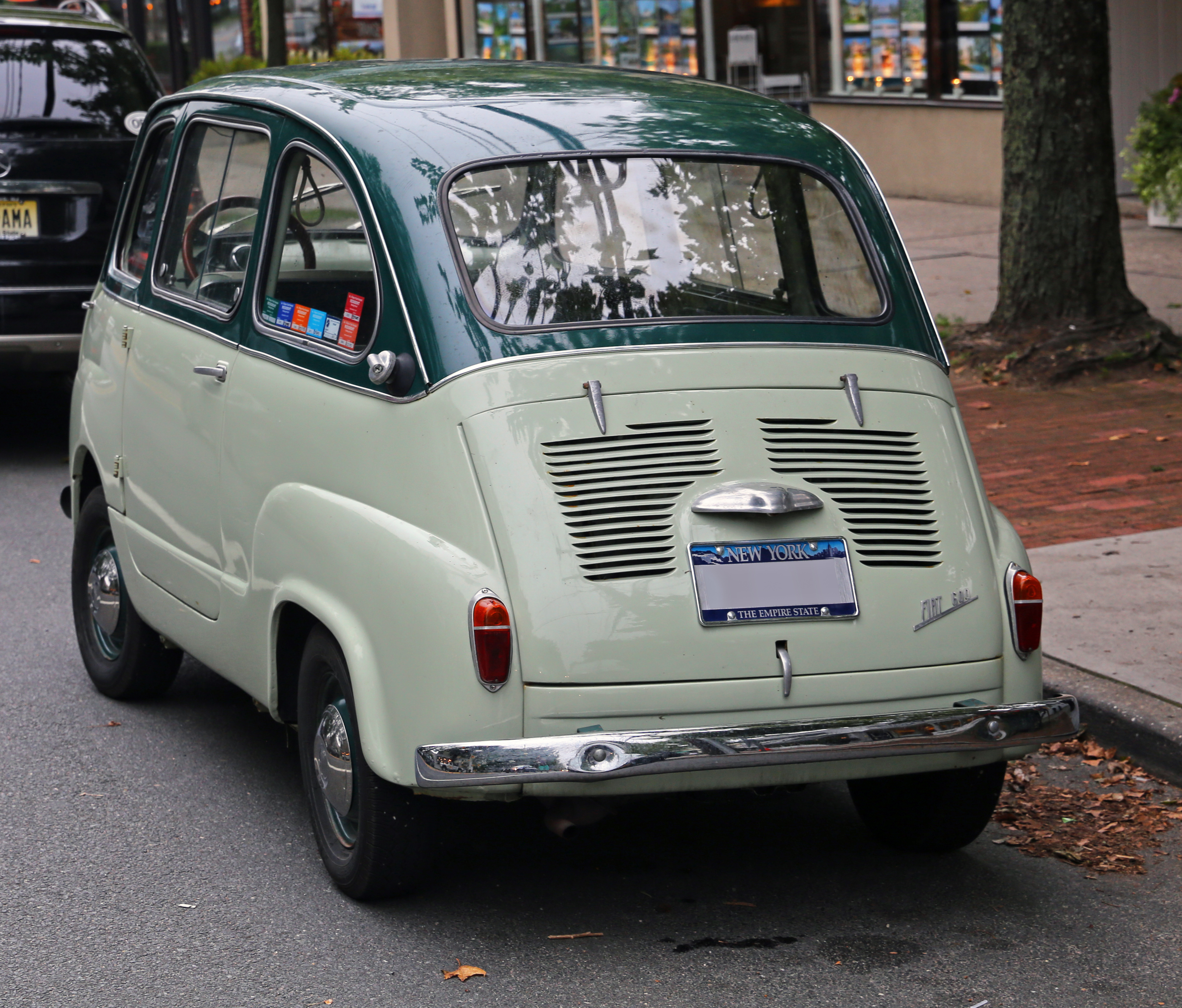
Vista traseira (1959)

Como mencionado, o 600 Multipla usava o tipo 100.000 663 cc motor de quatro cilindros em linha com válvula no cabeçote do sedã 600, produzindo 21.5 PS (15.8 kW; 21.2 hp) ou 24.5 CUNA-rated PS  a 4.600 rpm. A única mudança feita na transmissão manual de 4 velocidades foi uma relação de transmissão final mais curta, com sincronização nas três primeiras marchas à frente. A suspensão do braço de arrasto traseiro também foi emprestada do 600, enquanto a suspensão dianteira de duplo braço triangular – completa com molas helicoidais, amortecedores hidráulicos coaxiais e barra estabilizadora – bem como componentes de direção aproveitados dos modelos 1100/103. Entre outras mudanças, estão um radiador de maior capacidade e a realocação do tanque de combustível (que no 600 estava dentro do compartimento de bagagem dianteiro) para a traseira, acima da caixa de câmbio. A roda sobressalente foi para dentro dentro da cabine, na frente do banco do passageiro. Segundo o fabricante, o modelo tinha uma velocidade máxima de 90 km/h (56 mph).
Um um motor de 633 cc, o RHD Multipla foi testado pela revista britânica The Motor em 1956. Possui uma velocidade máxima de 57.1 mph (91.9 km/h) e pode acelerar de 0 a 0–50 mph (0–80 km/h) em 43,0 segundos.  Consome 38.4 mpg‑imp (7.36 L/100 km; 32.0 mpg‑US). O carro de teste custou £ 799, com incidência de impostos no mercado do Reino Unido.
Em setembro de 1960, o 600 Multipla recebeu as mesmas atualizações mecânicas do 600 D saloon, sendo a maior um 767 ampliado cc, se tornando o 600 D Multipla. Assim comoo sedã, o 106 D.000 de quatro cilindros tinha furo maior e curso mais longo, e produzia 25 PS (18 kW; 25 hp)  (18 ou 29 CUNA-rated PS rpm.

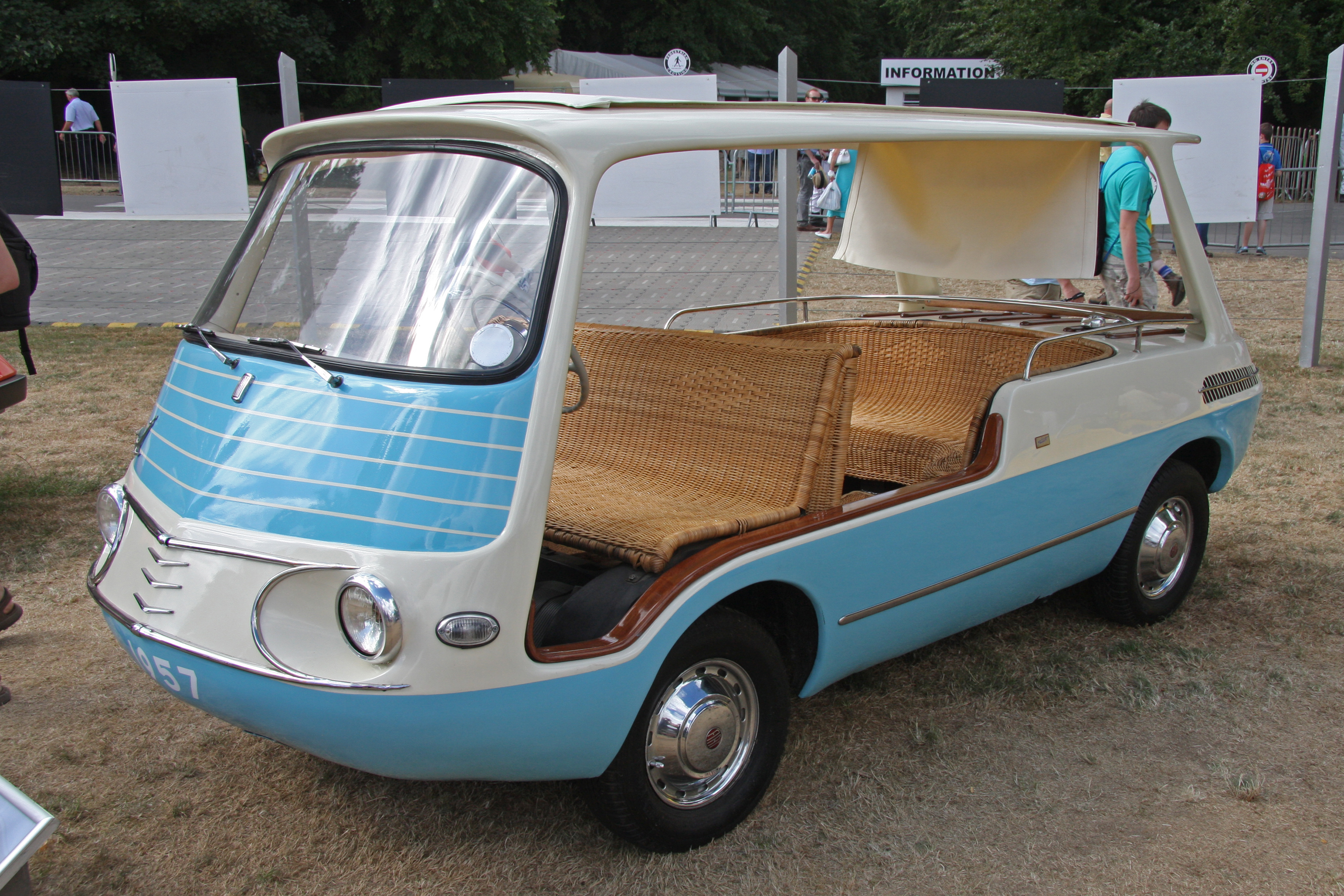
600 Multipla Marinella, da Fissore

## Modelos construídos em coach
Em 1956, a Fissore construiu um protótipo aberto do Multipla, chamado "Marinella", que tinha um banco envolvente de ripas de madeira na parte traseira.

## Fiat 600T

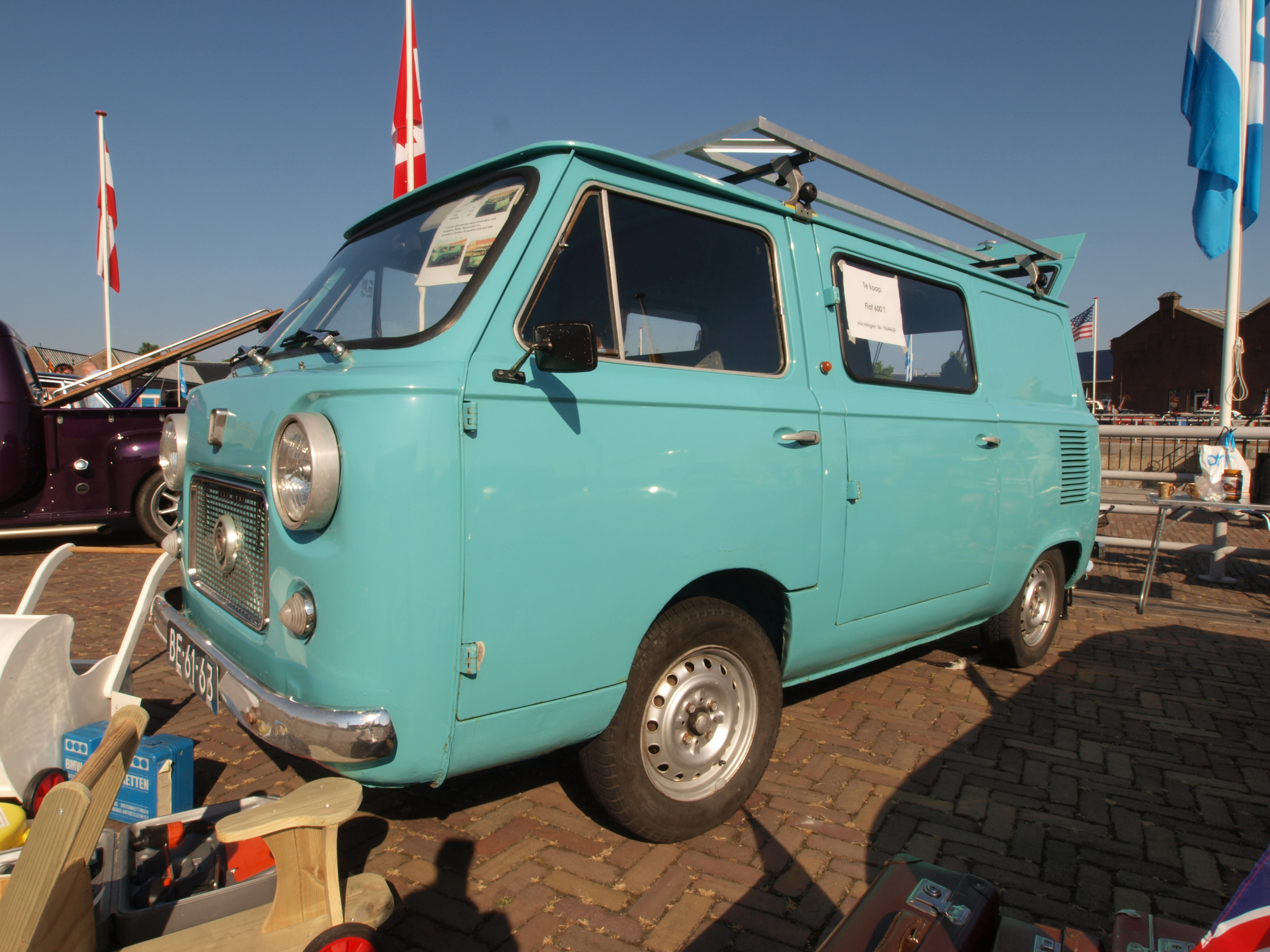
Fiat 600T, uma versão van do Fiat 600 e um antecessor do Fiat 850T

O Fiat 600T é uma van derivada do 600 Multipla. É alimentado por um motor traseiro 633 de 4 cilindros cc.

## Derivados não-Fiat

### Ghia Jolly

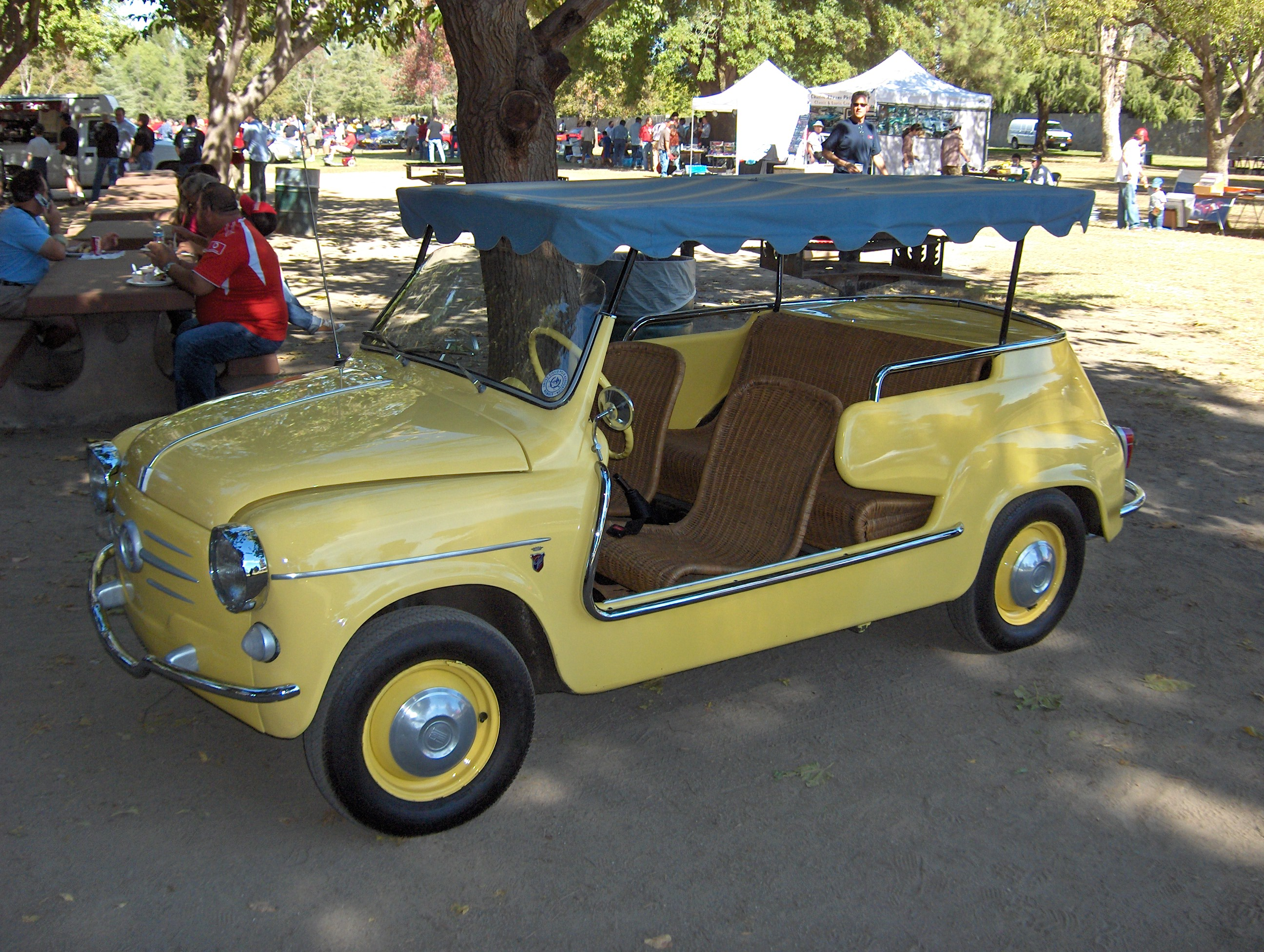
O Fiat 600 "Jolly" - com bancos de vime

Em 1958, a Fiat enviou vários Fiat 600 para o estúdio de design italiano Ghia para a conversão para o Jolly. Com assentos de vime e a opção de uma capota com franjas para a proteção de seus ocupantes do sol do Mediterrâneo, esses carros foram originalmente feitos para serem usados em grandes iates dos ricos (um de Aristóteles Onassis).
O carro foi projetado como um veículo de luxo destinado aos europeus ricos e ao mercado americano.
Custando quase o dobro de um padrão "600", eles foram feitos em uma produção de poucas unidades. Acredita-se que existam hoje menos de 100, sendo cada um único. 32 carros Jolly foram usados como táxis na ilha de Catalina, na costa de Los Angeles, nos EUA, de 1958 a 1962. Entre os proprietários famosos do modelo, estão Aristóteles Onassis, Yul Brynner, Grace Kelly, Mary Pickford, Mae West, Gianni Agnelli, Josip Broz Tito e James Inglis. Os Fiat Jollys são muito procurados por colecionadores; no entanto, as réplicas estão sendo feitas e são tidas como autênticas. Um genuíno modelo Fiat Jolly "600" de 1960 alcançou um preço recorde de US$ 170.500 em um leilão de carros de colecionador em Scottsdale, em Arizona, em janeiro de 2015.

### Versões Abarth

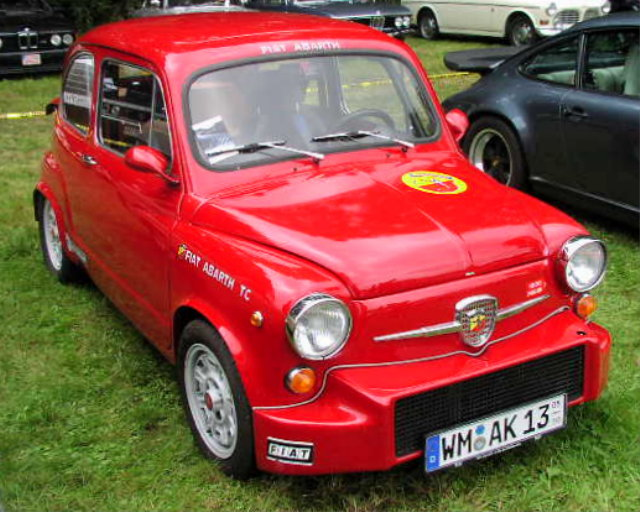
Fiat Abarth 850TC

A empresa italiana de tuning Abarth produziu várias versões do Fiat 600 de 1956 a 1970 com vários nomes de modelos, como Abarth 210 A, Fiat-Abarth 750, 850 e 1000. Também foram usados os nomes Granturismo, Berlina, TC e TCR e muitos foram construídos com carroceria de alumínio pela Zagato e outras empresas italianas.
A Giannini Automobili, concorrente da Abarth, também produziu modelos 600 sintonizados (além de vários outros modificadores menores), sendo o mais famoso o Giannini 750 TV, porém nunca tiveram o impacto das versões Abarth.

## Números de produção
- Itália - Fiat: 2.695.197[6]
- Espanha - Fiat/SEAT: 814.926
- Alemanha - Fiat Neckar: ~ 172.000
- Ex-Iugoslávia - Zastava 600, 750 e 850: 923.487
- Argentina - Sevel: 304.016
- Chile - Fiat: ~ 12.000
- Total mundial: > 4.921.626

## Especificações adicionais
- Quilometragem de gasolina = ~ 5.7 L/100 km (50 mpg‑imp; 41 mpg‑US) para o motor de 633 cc[6]
- Tanque de gasolina = ~ 7 US gal (26 L; 6 imp gal) capacidade para o modelo de 1959